# Diamantinasaurus
A Diamantinasaurus (jelentése 'Diamantina-gyík', a Diamantina folyóra utalva) a fejlett titanosaurus dinoszauruszok egyik neme, melyet a kora kréta korhoz (a késő albai korszakhoz) tartozó kőzetekben fedeztek fel Ausztráliában. A többi sauropodához hasonlóan a nagy testű, négy lábon járó növényevő volt. Részleges koponya alatti (posztkraniális) csontvázak alapján vált ismertté.

## Anatómia és történet

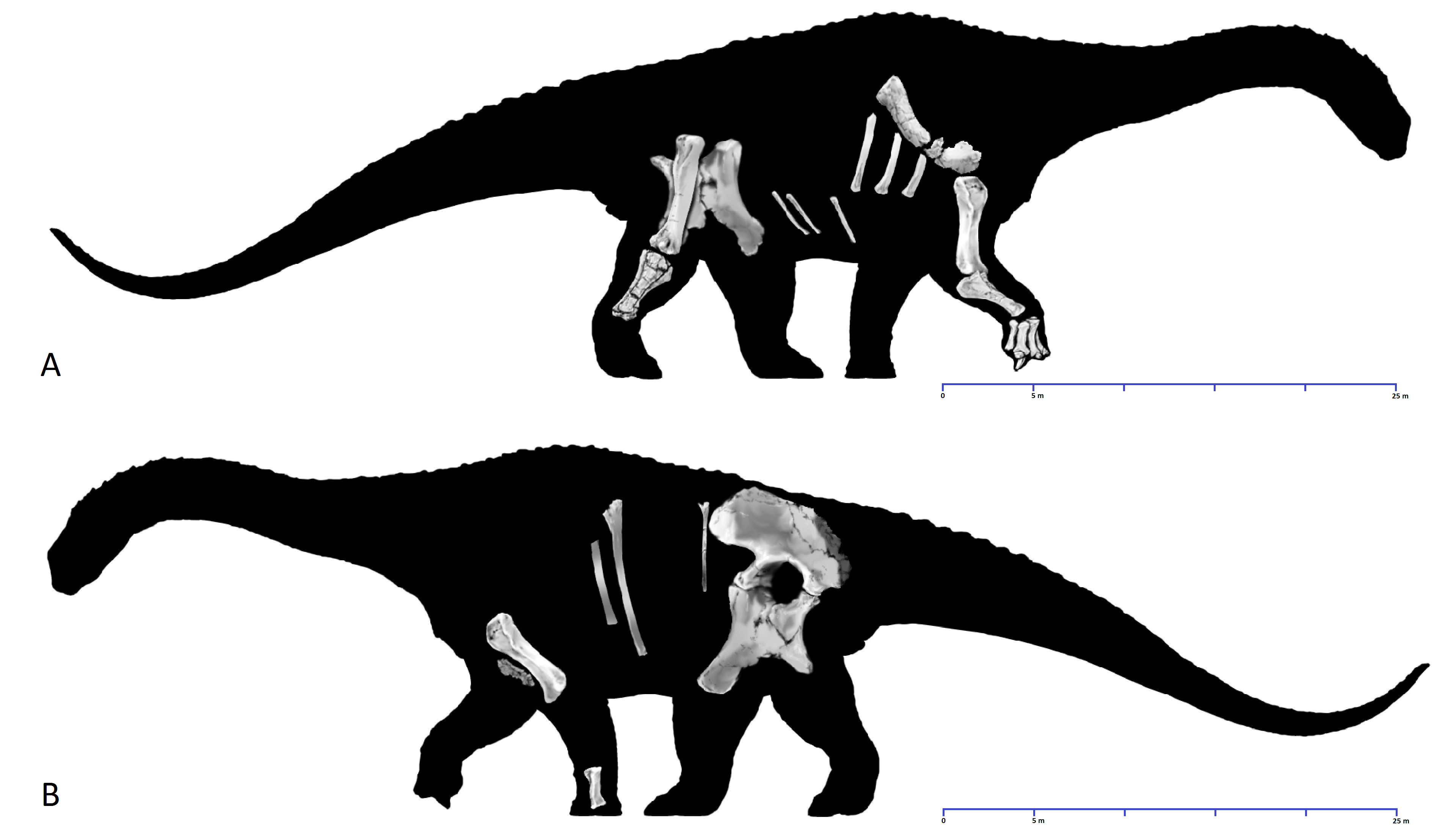
Csontváz rekonstrukció, A. jobb oldal, B. bal oldal

A Diamantinasaurus holotípusa az Ausztrál Dinoszauruszok Kora Múzeum (Australian Age of Dinosaurs Museum) AODL 603-as jelzésű lelete, egy részleges csontváz, amihez egy jobb lapocka, egy szegycsont, a mellső lábak nagy része, a hátsó lábak nagy része, a lábfej nélkül, valamint a csípő darabja és a bordák tartoznak. A Diamantinasaurus szokatlan volt egy fejlett titanosaurushoz képest, mivel megőrizte hüvelykujj karmát. A lábcsontjai vastagok voltak. A Diamantinasaurusról Scott Hocknull és kollégái készítettek leírást 2009-ben. A típusfaj neve, a D. matildae a „Waltzing Matilda” című népdalra utal, melyet Banjo Paterson írt Winton közelében. Egy filogenetikus elemzés szerint a Diamantinasaurus egy lithostrotia titanosaurus, amely az Opisthocoelicaudia és a Saltasaurus kládjának sauropodái közé tartozik. A „Matilda” becenevű, testes növényevőként leírt állat körülbelül 15,8 méteres hosszúságot ért el.
Sok titanosauridával együtt kis páncéllemezek kerültek elő, azt azonban nem tudni, hogy a Diamantinasaurus is viselt-e ilyeneket.

## Ősbiológia
Az AODL 603-at Wintontól körülbelül 60 kilométerre, északnyugatra találták meg, Elderslie Station közelében. A Winton-formáció alsó, késő albai részén bukkantak rá. Az AODL 603 egy két homokkő réteg közé zárt agyagrétegben temetődött el, amit egy holtág lerakódásaként értelmeznek. Ezen a lelőhelyen bukkantak rá a theropodák közé tartozó Australovenator, valamint kagylók, halak, teknősök, krokodilok és növények fosszíliáira is. A Winton-formáció faunájához kagylók, csigák, rovarok, a Metaceratodushoz hasonló tüdőshalak, teknősök, az Isisfordiához hasonló krokodilok, pteroszauruszok és különféle dinoszauruszok, például az Australovenator és a Wintonotitan, valamint több névtelen ankylosaurus és hypsilophodontida tartozott. A Diamantinasaurus és a Wintonotitan csontjai megkülönböztethetők egymástól, mivel az előbbi jóval robusztusabb felépítésű volt. A formációban élt növények között megtalálhatók a páfrányok, a páfrányfenyők, a nyitvatermők és a zárvatermők is.

## Fordítás
- Ez a szócikk részben vagy egészben a Diamantinasaurus című angol Wikipédia-szócikk ezen változatának fordításán alapul.  Az eredeti cikk szerkesztőit annak laptörténete sorolja fel. Ez a jelzés csupán a megfogalmazás eredetét és a szerzői jogokat jelzi, nem szolgál a cikkben szereplő információk forrásmegjelöléseként.